# Rivière Sorehead
Rivière Sorehead är ett vattendrag i Kanada.   Det ligger i provinsen Québec, i den östra delen av landet, 1 700 km norr om huvudstaden Ottawa.
Omgivningarna runt Rivière Sorehead är i huvudsak ett öppet busklandskap. Trakten runt Rivière Sorehead är nära nog obefolkad, med mindre än två invånare per kvadratkilometer.